# Banyallarga tapanti
Banyallarga tapanti is een schietmot uit de familie Calamoceratidae. De soort komt voor in het Neotropisch gebied.